# گمینا یمیلنگتسا
گمینا یمیلنگتسا (به لهستانی:  Gmina Jemielnica) یک گمینا در لهستان است که در شهرستان ستژلتسه واقع شده‌است. گمینا یمیلنگتسا ۱۱۳٫۲۱ کیلومتر مربع مساحت و ۷٬۵۲۶ نفر جمعیت دارد.